# Michał II Angelos
Michał II Angelos – władca Despotatu Epiru w latach 1230–1271, nieślubny syn Michała I Angelosa.

## Zdobycie władzy
Michał II Angelos, właściwie Michał II Angelos Dukas Komnen, gdyż do tych trzech nazwisk cesarskich miała prawo pierwsza dynastia władców Epiru, był nieślubnym synem Michała I Angelosa, założyciela państwa. Urodzony około 1205 roku, po nagłej śmierci ojca w 1215 roku został władcą Epiru. Wygnany przez rządzącego państwem w jego imieniu stryja Teodora Dukasa Komnena, schronił się wraz z matką na Peloponezie.
Po klęsce Teodora Dukasa Komnena w bitwie pod Kłokotnicą, władzę w państwie przejął jego brat Manuel. Możliwe, że jeszcze w ciągu 1230 roku Michał powrócił z wygnania, osiadł w starej stolicy ojca Arcie i usamodzielnił się od stryja, który nie był mu się w stanie przeciwstawić. Wydaje się, że Manuel uznał jego władzę w zamian za uznanie go przez Michała II za suzerena. To uznanie sugeruje fakt nazywania go przez Manuela despotą. Tytuł ten wedle hierarchii dworu bizantyńskiego mógł być nadawany tylko przez cesarza (basileusa). Kiedy Teodor był cesarzem mianował swych braci Manuela i Konstantyna despotami. To samo mógł uczynić Manuel po objęciu tronu cesarskiego w stosunku do Michała II. 

## Pierwsze starcia z Cesarstwem
Po śmierci stryja Manuela w 1241 roku Michał II poszerzył swoje panowanie o Tesalię. Po 1246 oślepiony ekscesarz Teodor, który po likwidacji Królestwa Tessaloniki otrzymał ziemię w okolicach Wodeny, namówił Michała II do podjęcia próby zagarnięcia posiadłości nicejskich w Macedonii. Po pierwszych sukcesach i obsadzeniu garnizonami epirockimi szeregu miast, Michał II musiał się jednak wycofać pod naporem sił nicejskich. Cesarz Jan III Dukas Watatzes, zajął posiadłości Teodora, a następnie na tyle poważnie zagroził wojskom epirockim, że zgromadzeni w Kastorii arystokraci poddali mu się. Ostatecznie w Larisie podpisano pokój na mocy którego Michał II zrzekał się nie tylko ostatnich nabytków, ale i części posiadłości albańskich. W tym też czasie, pomiędzy 1249 a 1252 rokiem, Michał II otrzymał od cesarza Jana III Dukasa Watatzesa tytuł despotesa. Od tego czasu można więc dopiero w pełni zasadnie mówić o Despotacie Epiru.
Po wybuchu wojny bułgarsko-nicejskiej (1255) Michał II podjął działania wymierzone przeciw Nicei, zawierając sojusz z królem Serbii Stefanem Uroszem I. Zwyciężywszy Bułgarów Teodor II zmusił w tym samym 1256 roku syna despoty Epiru, Nicefora do poślubienia swojej córki, Marii, doprowadzając do zawarcia unii personalnej Nicei z Epirem, projektowanej jeszcze przez jego ojca. Michał II przezornie nie wziął udziału w uroczystości. Udała się na nią jednak jego żona i została zatrzymana jako zakładnik do czasu wydania Cesarstwu Nicejskiemu ziem epirockich w Macedonii i Albanii z twierdzami: Draczem i Serwią. Wiosną 1257 roku Michał II podburzył górali albańskich do wystąpienia przeciw Cesarstwu. Równoczesny atak armii epirockiej i serbskiej pozwolił mu na opanowanie utraconych wcześniej ziem w Albanii z wyjątkiem Dracza. Następnie przerzucił swe siły do Macedonii zajmując Kastorię i Prilep.

## Decydująca próba sił
W latach 1258–1259 Michał II wszedł w układy z królem Sycylii Manfredem Hohenstaufem wydając ostatecznie za niego córkę Helenę i uznając adriatyckie nabytki zięcia. Poprzez małżeństwo drugiej córki Anny z księciem Achai Wilhelmem II zyskał kolejnego sojusznika. Zdobył również poparcie króla Serbów Stefana Urosza I, który rozpoczął właśnie podbój należących do Cesarstwa Nicejskiego miast w Macedonii.
Uprzedzając działania sprzymierzonych wiosną 1259 roku wojska bizantyńskie pod dowództwem Jana Paleologa, brata Michała Paleologa, od kilku miesięcy współcesarza, zaatakowały Epir zajmując między innymi Ochrydę, Prespę i Pelagonię. Po tych sukcesach wódz bizantyński czekał na reakcję nieprzyjaciela. Sprzymierzeni zgromadzili znaczne siły: oddziały epirockie, achajskie, tesalskich Włachów pod wodzą Jana, nieślubnego syna Michała II oraz 400 ciężkozbrojnych rycerzy wysłanych przez Manfreda. Była to potężna armia rozdzierana jednak wewnętrznymi niesnaskami. Wilhelm II i Manfred nie byli bowiem zainteresowani wzrostem potęgi władcy Epiru. Michał II nie ukrywał z kolei zamiaru zdobycia Konstantynopola i obwołania się cesarzem. A te same plany snuł również Manfred. Siły sprzymierzonych, mimo rosnących napięć, posuwały się z wolna w stronę Pelagonii, niepokojone przez lekką jazdę i łuczników nicejskich. Jeszcze przed spotkaniem obu armii Janowi Paleologowi udało się nakłonić do wycofania się Jana Dukasa z wojskami tesalskimi. W nocy przed bitwą uciekli Michał II i jego syn Nicefor. Naprzeciw armii Paleologa stanęły więc ostatecznie siły Achai wspierane przez ciężkozbrojnych rycerzy Manfreda. W dodatku Jan Dukas zablokował tyły oddziałów achajskich. W bitwie stoczonej pod Pelagonią polegli niemal wszyscy rycerze Manfreda, książę Achai poniósł druzgoczącą klęskę, a uciekając z pola bitwy, dostał się do niewoli. Wojska nicejskie zajęły stołeczną Artę. Despotes Michał II i jego syn Nicefor szukali schronienia na morzu. Wojskom Paleologa nie udało się jednak zająć całego Epiru, a gwałty i rabunki żołnierzy wywołały żywiołowy opór całej ludności. W tej sytuacji Michał II wsparty ponownie przez Manfreda przystąpił do odzyskiwania swego władztwa i odbił stolicę. Wiosną następnego roku jego syn Nicefor zadał klęskę armii nicejskiej dowodzonej przez Aleksego Strategopula. W tej sytuacji cesarz nicejski zawarł pokój z Epirem.
Kiedy cesarz Michał VIII Paleolog w 1261 roku wkroczył do odzyskanego Konstantynopola i uroczyście restytuował Cesarstwo Bizantyńskie, epirocki władca nie uznał jego zwierzchnictwa. Doprowadziło to do kolejnego konfliktu, zakończonego w 1264 roku małżeństwem młodego Nicefora z siostrzenicą cesarza Anną Paleologiną i podporządkowaniem Epiru Cesarstwu.
Michał II zmarł najprawdopodobniej pomiędzy 1266 a 1268 rokiem lub około 1271 roku.